# الدوري الأمريكي لكرة السلة للمحترفين 2008–09
الدوري الأمريكي لكرة السلة للمحترفين 2008–09 (بالإنجليزية: 2008–09 NBA season)‏ هو موسم من الرابطة الوطنية لكرة السلة. أقيم خلال الفترة 28 أكتوبر 2008 وحتى 14 يونيو 2009، وأشرف على تنظيمه الرابطة الوطنية لكرة السلة، وفاز فيه لوس أنجلوس ليكرز.